# The Fantasy Film Worlds of George Pal
The Fantasy Film Worlds of George Pal es una película documental estadounidense de 1985 sobre el productor, director y ganador de Óscar, George Pal. Fue escrita, dirigida y producida por Arnold Leibovit. La película fue estrenada por la Academia de Artes y Ciencias Cinematográficas como parte de la anual George Pal Lecture on Fantasy in Film.

## Sinopsis
La película sigue la carrera de Pal, comenzando con sus primeros años en Hungría y Alemania, y cubriendo su progresión desde artista de dibujos animados hasta creador de cortometrajes animados stop-motion (conocidos como Puppetoons) a imágenes de largometraje completo. Pal fue un visionario e innovador en el mundo de las imágenes del movimiento, especialmente en el área de la animación stop motion. Su trabajo le ganó ocho Premios de la Academia y sirvió de inspiración para Gene Roddenberry, Steven Spielberg y George Lucas, entre otros. La película incluye entrevistas a los miembros del elenco de Pal, equipo y compañeros, así como al mismo Pal.
La película fue lanzada en DVD el 29 de agosto del 2000.

## Reparto
| Actor             | Personaje |
| ----------------- | --------- |
| Robert Bloch      |           |
| Chesley Bonestell |           |
| Ray Bradbury      |           |
| Wah Chang         |           |
| Tony Curtis       |           |
| Jim Danforth      |           |
| Joe Dante         |           |
| Roy Edward Disney |           |
| Barbara Eden      |           |
| Paul Frees        | Narrador  |
| Duke Goldstone    |           |
| Gae Griffith      |           |
| Ray Harryhausen   |           |
| Charlton Heston   |           |
| Walter Lantz      |           |
| Janet Leigh       |           |
| Albert Nozaki     |           |
| David Pal         |           |
| Tony Randall      |           |
| Ann Robinson      |           |
| Gene Roddenberry  |           |
| Russ Tamblyn      |           |
| Rod Taylor        |           |
| William J. Tuttle |           |
| Gene Warren       |           |
| Robert Wise       |           |
| Alan Young        |           |
| Ward Kimball      |           |
| Yvette Mimieux    |           |
| George Pal        |           |